# Dag van de Macht of de Turbulente Avonturen van Piet Pienter en Bert Bibber
 Dag van de Macht of de Turbulente Avonturen van Piet Pienter en Bert Bibber  is een kortverhaal uit de Belgische stripreeks Piet Pienter en Bert Bibber van Pom.

## Albumversies
Dag van de Macht of de Turbulente Avonturen van Piet Pienter en Bert Bibber verscheen in 2017 in zeer beperkte oplage bij een uitgave van het Pomarchief. Het is onbekend waar en wanneer het verhaal oorspronkelijk werd gepubliceerd.